# Polderdistrict Circul van de Ooij
Het Polderdistrict Circul van de Ooij was een waterschap in de provincie Gelderland. Het polderdistrict werd op 15 augustus 1580 ingesteld en ging op 1 juli 1958 met het Buitenpolder Millingen, De Duffelt en Zeeland en Waterschap Nijmegen-Duitsche Grens op in het nieuw gevormde Polderdistrict Circul van de Ooij en Millingen. Het district omvatte het latere Natura2000-gebied Ooijpolder.
Het polderdistrict zorgde voor het in goede staat houden van de dijken en de waterbeheersing in de Ooijpolder. Vanaf 1942 kreeg het polderdistrict ook die taak in de polder van Erlecom en de polder van Beek.
Men vergaderde van 1698 tot 1900 in het Geërfdenhuis, het woonhuis van de heemraadsbode aan de Voerweg in Nijmegen, dat wel Het Claverenblad werd genoemd, als verwijzing  naar het wapen. Het Geërfdenhuis werd in 1900 afgebroken. .

## Geschiedenis
Het polderdistrict werd op 15 augustus 1580 ingesteld door Gelderse Staten uit naam van Fillips II.

## Overstromingen
Voordat er dijken waren, was de Ooijpolder een moerasgebied dat vaak onder water stond. Rond 1300 werden de eerste dijken in het gebied gebouwd.Ook na de aanleg van de dijken liep dit gebied onder bij hoogwater. Het gebied is waterrijk met oude rivierarmen en een rijkdom aan wielen en vijvers. Soms waren de overstromingen echte watersnoodrampen. Meerdere archeologische terreinen in de Ooijpolder bevatten resten van vroegere (middeleeuwse) bewoning, verdwenen door overstromingen. Zo werd in 1809 het dorp Persingen door een grote overstroming vrijwel geheel weggevaagd. Persingen is niet meer echt herbouwd en wordt nu beschouwd als het kleinste kerkdorp van Nederland.
Deze frequente overstromingen lieten zand en vruchtbare klei achter wat ervoor zorgde dat het bewoonbaar gebied werd. Ook na het aanleggen van de dijken liet men het water op een gecontroleerde manier bij zogenaamde overlaten in de polder stromen. Dit om tegendruk te verkrijgen om zo dijkdoorbraken te voorkomen en voor het aanvoeren van vruchtbare klei. Eind 19e eeuw liep een verschil van mening over deze gecontroleerde overstromingen, die volgens de bewoners en landeigenaren van de polder onevenredig veel schade aanrichten, hoog op. Twee heemraden, G.H. van der Wedden en J.L Gerritsen werden door het provinciebestuur van Gelderland uit hun functie ontzet, maar vervolgens door de inwoners van de polder herkozen. De provincie weigerde hun benoeming te bevestigen, waartegen de ex-heemraden in beroep gingen en uiteindelijk door de Raad van State in het gelijk werden gesteld.
Tijdens de Koude Oorlog werd de IJssellinie aangelegd waardoor een deel van Nederland onder water kon worden gezet bij een Russische invasie. Ook de Ooijpolder was onderdeel van deze linie.
Tot medio 2005 was er sprake om de Ooijpolder en Rijnstrangen te gebruiken als noodoverloopgebieden bij hoogwater van de Waal. De gedachte bij deze noodoverloopgebieden is om de rivier op vooraf bepaalde gebieden buiten haar oevers te laten treden waardoor het waterpeil daalt en de stroomsnelheid afneemt. In deze noodoverloopgebieden kan het water wegzakken in de grond en/of met enige vertraging verder stromen in de rivier. Later werd dit niet meer wenselijk geacht vanwege de hogere bevolkingsdichtheid.